# 통영 도솔암
통영 도솔암(統營 兜率庵)은 대한민국 경상남도 통영시에 있는, 신라시대 때 세운 절로 알려진 유서깊은 절이다.
1983년 7월 20일 경상남도의 문화재자료 제62호 도솔암으로 지정되었다가, 2018년 12월 20일 현재의 명칭으로 변경되었다.

## 개요
용화사는 신라시대 때 세운 절로 알려진 유서깊은 절이다.
도솔암은 고려 태조 26년(943) 도솔선사가 지은 것으로, 이에 관한 설화가 전한다. 도솔선사가 미륵산의 암굴에서 수도할 때 호랑이와 가깝게 지냈는데 어느날 호랑이가 처녀를 업어와 바쳤다고 한다. 선사는 호랑이를 꾸짖고 처녀를 고향으로 데려갔는데 처녀의 아버지가 은혜를 갚기 위해 300냥을 선사에게 주었고, 그 돈으로 도솔암을 지었다고 한다. 지금도 도솔암 위쪽에 이 바위굴이 남아 있다.
현존하는 도솔암은 앞면 3칸·옆면 2칸 규모로, 지붕은 옆면에서 볼 때 여덟 팔(八)자 모양인 팔작지붕으로 꾸몄다.

## 참고 문헌
- 통영 도솔암 - 국가유산청 국가유산포털